# 宋嘉澍
宋嘉澍（1861年10月17日—1918年5月4日），字耀如，教名查尔斯·琼斯·宋，昵称查理·宋（英語：Charlie Soong，或遵循东方序称宋查理），廣東省海南島文昌人，本姓韓，過繼宋姓，晚清傳教士、富商及革命家，鼎力支持辛亥革命的大金主；民國著名的宋氏家族的家祖，子女有宋靄齡、宋慶齡、宋子文、宋美齡、宋子良、宋子安。

## 生平
1863年2月或1861年10月17日，宋嘉澍出生於海南島文昌縣古路園村（现文昌市昌洒镇宋氏祖居），原名韓教准，乳名阿虎，家中並有一兄韓政准及一弟韓致准。其生父韓鴻翼是一位崇尚儒家哲學的商人，為人寬厚，熱心公益事業，因經營慈善事業而耗盡家財，導致家道中落。宋嘉澍是北宋三朝宰相韩琦的二十九代孙，韩琦的六世孙南宋廉州太守韩显卿举家迁至海南，为海南韩氏始祖。
1875年，在逼切的家庭經濟壓力之下，韓鴻翼將當時12歲的韓教准過繼給富有但無嗣的宋姓舅父，隨其姓宋，改名嘉澍，並遠赴美洲古巴。養父對他關懷備至，為他聘請了一位英語教師，宋嘉澍在學習英語的同時，通曉美國革命史的英語教師也教導了林肯等人的民主革命思想，宋嘉澍因此希望自己的祖國能夠發起推翻腐敗滿清的民主革命。
1877年，宋嘉澍前往美國波士頓，在絲茶店當學徒。期間，結識了一些在美國留學的好朋友，他們紛紛勸宋嘉澍去學校讀書。由於養父堅決反對，宋嘉澍找機會偷偷地跑進停泊在波士頓港口的一艘政府緝私船上，也許是船長佩服他的膽量，或是喜歡他追求獨立創業、追求自由的勇氣，船長不但沒有處罰他，還熱情地幫助他，讓他在船上做雜役。之後，宋嘉澍隨船長到了美國南方的北卡羅來納州，結識了當地教堂的牧師。
1880年11月7日，宋嘉澍接受了基督洗禮，領受教名查理·鐘斯·宋（Charles Jones Soong），人們習慣稱之宋查理。
1881年4月，宋嘉澍被穆爾上校與李考德牧師送往北卡州三一學院（現在杜克大學前身）讀書，由美國南方首富兼杜克大學創辦人之一的朱利安·卡爾 支付學費。當其於聖三一學院畢業時，美國掀起迫害華人的惡浪，唐人街被燒，大批華工慘遭殺害，宋嘉澍對此十分憤慨，他認為，要從根本上改變海外華人受人欺凌的狀況，就必須有一個強大的祖國，必須在千百萬人心中點燃民主革命的火炬，推翻腐朽的清朝政府。
1882年，宋嘉澍進入田納西州范德堡大學神學院，於1885年底，完成了神學學位。
1886年1月，宋嘉澍返回中國上海，任美南監理會傳道，在蘇州、上海等地傳教，並於教會學校執教。由于受到美国传教士的排挤和歧视，宋嘉澍一气之下开始转而经营工商业，从国外贩卖机器到上海，又开办上海福豐麵粉廠任經理。1887年，宋嘉澍在上海創辦美華印書館，印行中文本《聖經》。1887年夏，宋嘉澍與倪桂珍結婚。婚後兩人育有三子三女。1892年，宋嘉澍彻底辞去传教士工作，參與創立中華基督教青年會。
1894年，宋嘉澍結識孫中山、陸皓東等人，傾家捐輸鉅萬，幾次瀕臨破產的地步。宋嘉澍在傳教同時，暗中印行革命刊物及小冊子。中華民國成立後，宋嘉澍曾隨孫中山訪問日本，二次革命后，由于家里在夜间遭到枪击，宋嘉澍全家避居日本。
1915年10月26日，女兒宋慶齡離家私奔，在東京由日本律師和田瑞作證，同孫中山結婚。宋聞之大怒，不能諒解，宋嘉澍夫婦追到日本。據日本人士回憶，宋嘉澍在大門口叫喊：「我要見搶走我女兒的總理！」孫中山出來後，宋突然往地上一跪，磕了幾個頭說：「我不懂事的女兒就拜託你了，請千萬多關照！」之後轉頭就走。

## 逝世
1918年5月3日，宋嘉澍因患腎病不治，在上海逝世，年僅57歲。

## 家族
宋嘉澍與妻子倪桂珍育有子女六人，依次為宋霭龄、宋庆龄、宋子文、宋美龄、宋子良、宋子安。其女宋霭龄、宋庆龄和宋美龄三人，及其子宋子文均是中国近現代著名人物，为当年蒋宋孔陈四大家族之一。
1985年9月12日，蔣經國函電宋美齡：

「奉讀母親親筆諭示及耀如公早年成績紀錄信札等件資料已十分珍貴而出之羅斯福總統轉致文舅不平凡之來歷尤令人倍感驚喜難得」

### 引用
1. ↑  .   [2017-05-25]. （原始内容存档于2019-03-30）.
2. ↑  . www.dqcmw.com.   [2019-03-30]. （原始内容存档于2019-03-30）.
3. ↑  . hn.cnr.cn.   [2019-03-30]. （原始内容存档于2019-03-30）.
4. ↑  . news.cctv.com.   [2019-03-30]. （原始内容存档于2019-03-30）.
5. ↑  車田讓治：《國父孫中山與梅屋莊吉》，東京1979年版，第293頁。轉引自楊天石著《孫中山與民初政局》：〈宋嘉澍與孫中山、宋慶齡的婚姻〉，台北：風雲時代，2009年12月初版
6. ↑  周美華、蕭李居編，《蔣經國書信集——與宋美齡往來函電》(下)，台北「國史館」出版，2009年，第586頁。